# Medophron caudatulus
Medophron caudatulus är en stekelart som först beskrevs av Dalla Torre 1901.  Medophron caudatulus ingår i släktet Medophron och familjen brokparasitsteklar. Arten är reproducerande i Sverige. Inga underarter finns listade i Catalogue of Life.